# Gian Franco Anedda
Gian Franco Anedda (28 de agosto de 1930 - 17 de julho de 2020) foi um político italiano.
Anedda nasceu em Cagliari em 28 de agosto de 1930. Estudou e exerceu a advocacia antes de ser eleito para o conselho municipal de Cagliari e para o conselho regional da Sardenha. Anedda começou a sua carreira política filiado ao Movimento Social Italiano, e mais tarde juntou-se ao seu sucessor, a Aliança Nacional. Anedda ganhou a eleição para a Câmara dos Deputados pela primeira vez em 1992 e serviu até 2006. Entre 1994 e 1995, Anedda actuou como subsecretário do Ministério da Justiça. Também foi eleito membro leigo do Conselho Superior da Magistratura em 2005. Anedda morreu em 17 de julho de 2020.